# Peter Borg (basketspelare)
Sven Peter Borg, född 23 augusti 1960, är en svensk före detta basketspelare i Södertälje BBK.
Peter Borg, som är uppväxt i Karlstad, började med basket i KFUM Karlstad som 13-åring. Han värvades senare till Brahe Basket i Huskvarna av coachen Miki Herkel, där han var med och tog upp klubben till dåvarande Elitserien 1980. 1984 värvades han till Södertälje BBK, där han var med att vinna fem SM-guld (87,88,90,91 och 92) under de 11 säsonger han spelade för klubben (1984-93, 1997-1998). Han har även spelat i landslaget där han har gjort 144 landskamper.
Båda sönerna, Oscar och Tobias, spelar basketboll, varav Tobias har spelat ett flertal landskamper och bl.a. spelat i Bilbao, Teneriffa och nu i Real Betis från Sevilla i Spanska ACB-ligan.